# Enge (rzeka)
Enge (est. Enge jõgi) – rzeka w zachodniej Estonii.
Enge jest rzeką o długości 36,5 km i powierzchni zlewni wynoszącej 244,7 km². Lewym dopływem rzeki Enge jest strumyk Naravere. Wypływa z jeziora Kaisma w prowincji Parnawa, a jej ujście znajduje się w prowincji Läänemaa. Tutaj rzeka Enge wpływa do rzeki Velise.
Łącznie rzeka Enge przepływa przez 15 miejscowości: Arase, Enge, Lehtmetsa, Lehu, Mõisaküla, Pööravere, Salu, Tühjasma, Aasa, Kaisma, Metsavere, Sääla, Jädivere, Kesu, Kivi-Vigala, Leibre, Naravere i Pallika.